# 圣马丹德莱
圣马丹德莱（法語：Saint-Martin-de-Laye，法語發音：[sɛ̃ maʁtɛ̃ də laj]）是法国吉伦特省的一个市镇，属于利布尔讷区。

## 地理
圣马丹德莱（45°2'7"N, 0°13'40"W）面积9.56 平方千米，位于法国新阿基坦大区吉倫特省，该省份为法国西南部沿海省份，是法國本土面积最大的省，北起滨海夏朗德省，西临大西洋，南至朗德省，东南接洛特-加龍省，东临多爾多涅省。
与圣马丹德莱接壤的市镇（或旧市镇、城区）包括：巴亚斯、邦扎克、吉特尔、马朗桑、萨布隆、圣马丹迪布瓦。
圣马丹德莱的时区为UTC+01:00、UTC+02:00（夏令时）。

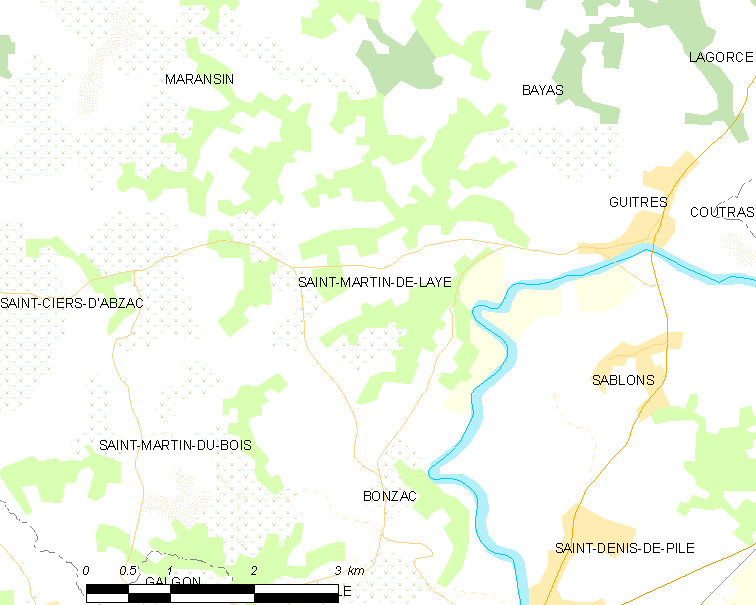
圣马丹德莱的OSM定位图

## 行政
圣马丹德莱的邮政编码为33910，INSEE市镇编码为33442。

## 政治
圣马丹德莱所属的省级选区为北利布尔奈县。

## 人口

1962-2008年间圣马丹德莱人口变化图示

圣马丹德莱于2022年1月1日时的人口数量为546人。